# Substancja chemiczna
Substancja chemiczna (substancja czysta, chemikalia (tylko l.mn.)) – substancja jednorodna, o stałym, określonym składzie chemicznym, jakościowym (co do rodzaju atomów pod względem liczby atomowej i ewentualnie, co do poszczególnych rodzajów atomów w cząsteczce) i najczęściej także ilościowym (liczby atomów różnych rodzajów w cząsteczce); zbiór atomów lub cząsteczek spełniających kryterium stałości składu.

## Aspekt chemiczny
Istnieją substancje chemiczne:
- proste – formy występowania w stanie wolnym pierwiastków chemicznych
- złożone – związki chemiczne[2][5][6].

Do substancji chemicznych zalicza się też (jako rodzaj związków chemicznych) bertolidy, substancje niecałkowicie spełniające (nie pod względem ilościowym) kryterium stałości składu.
Nie zalicza się natomiast do substancji chemicznych mieszanin zarówno jednorodnych, jak i niejednorodnych. Noszą one nazwę preparatów chemicznych, lub substancji złożonych.

## Aspekt prawny
Pojęcie substancja jest jednym z podstawowych pojęć używanych w aktach prawnych Unii Europejskiej dotyczących bezpieczeństwa używania, oznakowania, klasyfikacji chemikaliów. Zarówno w Rozporządzeniu CLP (dotyczącym klasyfikacji oznakowania i pakowania chemikaliów) jak i w Rozporządzeniu REACH (dotyczącym rejestracji chemikaliów) substancja jest identycznie określona jako:

Pierwiastek chemiczny lub jego związki w stanie, w jakim występują w przyrodzie lub zostają uzyskane za pomocą procesu produkcyjnego, z wszelkimi dodatkami wymaganymi do zachowania ich trwałości oraz wszelkimi zanieczyszczeniami powstałymi w wyniku zastosowanego procesu, wyłączając rozpuszczalniki, które można oddzielić bez wpływu na stabilność i skład substancji

Nie zalicza się natomiast do substancji chemicznych mieszanin (preparatów). Rozróżnienie jest to szczególnie ważne, ponieważ Rozporządzenie CLP przewiduje różne okresy przejściowe (inne dla substancji, inne dla mieszanin) we wdrażaniu zmian.